# La crítica de la escuela de las mujeres
La Crítica de la Escuela de las Mujeres (en francés: La Critique de l'École des femmes) es una comedia de un acto en prosa escrito por Molière, estrenada en el Teatro del Palacio Real en París el 1 de junio de 1663. Está dedicada a la reina madre Ana de Austria y es una respuesta a las duras críticas provocadas por su comedia anterior "La escuela de las mujeres".

## Resumen
Todo comienza con dos mujeres, Urania (en referencia a la musa de la astronomía) y Elisa, las cuáles reciben a conocidos y hablan de la obra que vieron "La escuela de las mujeres" y expresan su opinión. Todos tienen una opinión clara: a algunos les gustó, a otros no.
En el bando de los "en contra", está el pedante Lisidas, un autor celoso del éxito de la obra, el Marqués, un personaje tonto y pretencioso que crítica la obra sin haberla visto, y Climèna, que muestra una modestia que ve ofendida por la misma.
En el bando de los de "a favor" encontramos a Dorante, amigo de Molière, un hombre tranquilo y sereno, a la misma Urania, la dueña de la casa, y a Elisa, una mujer de ingenio, que pretende apoyar al partido contrario, subrayando con su aprobación inquebrantable la debilidad o ineptitud de sus argumentos.
Dorante actúa como portavoz de Molière. Defiende la obra y destaca las ventajas de la comedia de personajes sobre la tragedia clásica:

Me parece mucho más fácil crear grandes emociones, desafiar a la Fortuna en verso, denunciar el destino y maldecir a los dioses, que responder adecuadamente al ridículo humano y reproducir en el escenario los defectos comunes de una manera agradable.

Todos se mantienen firmes en su decisión, y el anuncio de la cena sirve de desenlace. Todos acuden con gusto, convencidos de haber ganado la discusión y de haber demostrado su valía.

## Algunas frases
- Basta con ver las continuas carcajadas del público [en esta obra]. No quiero otra cosa que demuestre su inutilidad. (El Marqués, escena V)
- Hay muchos que se dejan malcriar por el exceso de ingenio, y que […] lamentarían mucho ser de la opinión de los demás para tener la gloria de decidir. (Dorante, escena V)
- Este tipo de comedias no son realmente comedias [...]. Sin embargo, hoy en día todo el mundo las disfruta; la gente solo acude a ellas, y vemos una terrible soledad en las grandes obras, cuando las estupideces dominan todo París. Les confieso que a veces me sangra el corazón, y eso es una vergüenza para Francia. (Lisidas, escena VI)
- Si las obras que se ajustan a las reglas no agradan, y las que agradan no se ajustan a las reglas, sería necesario que las reglas estuvieran mal hechas. (Dorante, escena VI)

## Disputa
La obra notó un ataque hacia aquellos a quienes iba dirigida. Entre estos últimos, el Duque de La Feuillade se sintió ridiculizado por el personaje del pequeño marqués que repetía: "¡Tarta de crema!". Se vengó: mientras Molière, a quién se había acercado con fingida amabilidad, se inclinaba cortésmente, el duque le agarró la cabeza y se la frotó contra los botones afilados de su abrigo, gritando: "¡Tarta de crema, Molière, tarta de crema!", haciéndole sangrar la cara. El rey expresó su indignación, pero no castigó al duque, y el asunto quedó ahí.